# 367 Amicitia
367 Amicitia (mednarodno ime je tudi 367 Amicitia) je asteroid v asteroidnem pasu. 

## Odkritje
Asteroid je odkril francoski astronom Auguste Charlois ( 1864 – 1910) 19. maja 1893 v Nici. Poimenovan je po latinski besedi Amicitia

## Lastnosti
Asteroid Amicitia obkroži Sonce v 3,3 letih. Njegova tirnica ima izsrednost 0,095, nagnjena pa je za 2,942° proti ekliptiki. Njegov premer je okoli 19,1 km. .